# Amarochara brevios
Amarochara brevios är en skalbaggsart som beskrevs av Volker Assing 2002. Amarochara brevios ingår i släktet Amarochara och familjen kortvingar. Inga underarter finns listade i Catalogue of Life.